# Asteria (Tochter des Koios)

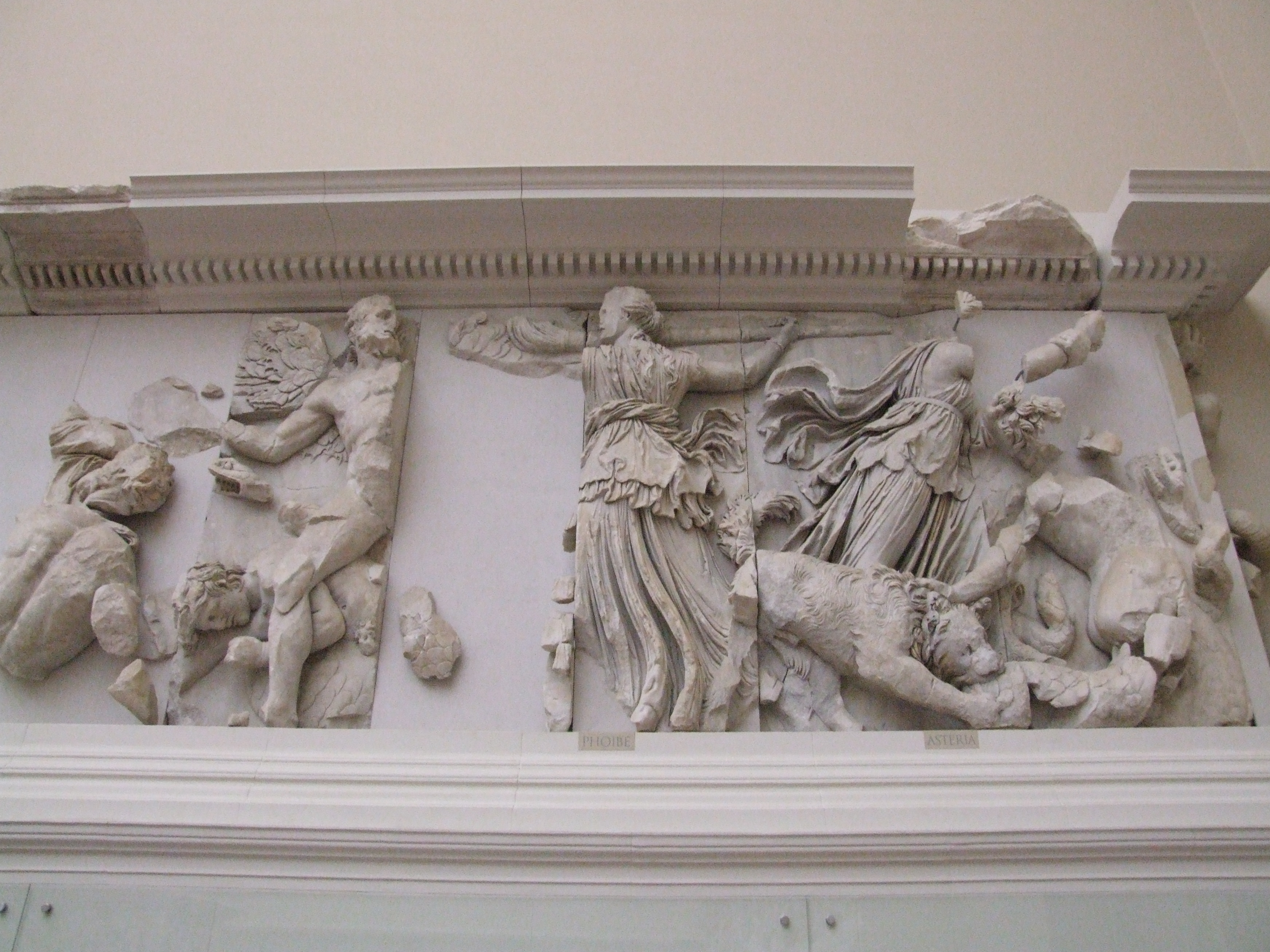
Phoibe und Asteria, Pergamonaltar

Asteria (altgriechisch Ἀστερία Astería) ist eine Titanide der griechischen Mythologie.
In Hesiods Theogonie und diesem nachfolgend bei späteren Mythographen ist sie die Tochter des Titanen Koios und der Titanide Phoibe sowie die Schwester der Leto. Von Perses ist sie die Mutter der Hekate, wobei hier als Varianten auch die Väter Zeus und Polus überliefert sind. Nach Eudoxos von Knidos und Cicero ist sie zudem die Mutter des tyrischen Herakles, Nonnos von Panopolis nennt sie als Tochter des Hyperion und als Gattin des Flussgottes Hydaspes.
Der Mythos einer schwimmenden Insel, die anlässlich der Geburt des Apollon und der Artemis durch Leto von aus dem Meeresgrund heraufragenden Säulen getragen wird, ist bereits Pindar bekannt. Ob die familiäre Beziehung von Leto und Asteria Pindar bekannt ist, ist unklar. Bei Kallimachos und diesem folgend in der Bibliotheke des Apollodor stürzt sich Asteria auf der Flucht vor Zeus ins Meer, um dort als schwimmende Insel umherzutreiben, bis sie sich Leto als Geburtsort anbietet. Hyginus Mythographus berichtet als bekannteste Version des Mythos, dass Asteria von Zeus in eine Wachtel (ὄρτυξ órtyx) verwandelt und diese ins Meer gestürzt wird, da sie seine Annäherungen zurückweist. Aus ihr entsteht die schwimmende „Wachtelinsel“ Ortygia. Auf Anweisung Heras darf Asterias Schwester Leto nicht dort gebären, wo die Sonne hinscheint. Zugleich sendet sie Python aus, um Leto zu verfolgen. Zeus lässt Leto deshalb vom Windgott Boreas zu Poseidon bringen, der sie auf Ortygia bringt. Ortygia versinkt zur Geburt der Zwillinge im Meer und wird seit ihrem Wiederauftauchen Delos („die Sichtbare“) genannt.
In der Bibliotheke des Apollodor verwandelt sie sich selbst in eine Wachtel, um vor Zeus fliehen zu können. Bei Servius erbittet sie von den Göttern die Metamorphose in eine Wachtel, wird beim Durchtauchen des Meeres von Zeus aber in einen Fels verwandelt, der dann auf Bitten Letos als Insel an die Oberfläche steigt. Apollon befestigt sie nach seiner Geburt an die Nachbarinseln Gyaros und Mykonos.
Eine bildliche Darstellung der Asteria findet sich auf dem Südfries des Pergamonaltars zwischen Leto und Hekate.